# Plagithmysus pipturicola
Plagithmysus pipturicola är en skalbaggsart som beskrevs av Perkins 1927. Plagithmysus pipturicola ingår i släktet Plagithmysus och familjen långhorningar. Inga underarter finns listade i Catalogue of Life.